# Blut, Schweiß & Tränen
Blut, Schweiß & Tränen è il primo album da solista del rapper tedesco Jeyz, pubblicato nell'aprile del 2009 dall'etichetta discografica Bozz Music.

## Tracce
1. Intro
2. Mein Leben
3. Heute wird zurück geschossen
4. Kämpfertränen (feat. Azad & Manuellson)
5. Skit 1
6. Dieser Brief (feat. Claudia)
7. Könnt ihr das hier fühlen ? (feat. 439)
8. Ich will nicht mehr
9. Blut, Schweiß & Tränen (feat. CJ Taylor)
10. Kannst du die Sternen sehen ?
11. Skit 2
12. Nordweststädter (feat. D-Flame)
13. Wie Feuer (feat. Savant des Rimes & Freeman)
14. Mama
15. Zeit (feat. Marq F)
16. Mein stolz
17. Skit 3
18. Ganz egal (feat. Marq F)
19. Tagtraum
20. Ajuta me tu
21. Alles zu spät (feat. Tone)
22. Outro